# Guvernementet Samara
Guvernementet Samara var ett guvernement i Kejsardömet Ryssland och Sovjetunionen 1851–1928.
Det bildades
1850 av delar av guvernementet Simbirsk, Orenburg och
Saratov samt begränsades av Kazan, Simbirsk, Saratov,
Astrachan, Orenburg och Ufa. Det var 151 047 km2 och hade 3 658 900
invånare (1912), av vilka 12 procent var muslimer. Till nationaliteten var de ryssar, tatarer, basjkirer,
kirgiser, mordviner, tjuvasjer, votjaker och omkring 140 000 tyska kolonister.
Huvudflod var Volga,
som inom guvernementet från väster upptog den 549 km långa Samarafloden,
Irgis och Targun, som utgör gräns i söder. Landet liknade utefter Volgas vänstra strand en vidsträckt, nästan skoglös stäpp, som endast i söder och öster avbröts av Uralflodens förgrening, Obsjtjij syrt.
Jorden var mycket fruktbar och gav rika skördar, i synnerhet i de sydliga distrikten, som odlas av tyskar och
schweizare. Huvudprodukter var vete, havre, råg och tobak. Viktiga näringsgrenar var fisket och boskapsskötseln; däremot var industrin obetydlig. 
Guvernementet indelades i sju kretsar: Bugulma, Buguruslan, Buzuluk, Nikolajevsk, Novouzensk, Samara och Stavropol.
- Wikimedia Commons har media som rör Guvernementet Samara.